# Castlevania: Dawn of Sorrow
Castlevania: Dawn of Sorrow, известная в Японии как Akumajō Dracula: Sōgetsu no Jūjika (яп. 悪魔城ドラキュラ 蒼月の十字架 Акумадзё: Доракюра Со:гэцу но Дзю:дзика) — продолжение видеоигры Castlevania: Aria of Sorrow, вышедшее в 2005 году для игровой системы Nintendo DS и являющееся дебютом серии на данной платформе. Рассказывает историю японского студента Сомы Круза, являющегося реинкарнацией графа Дракулы и имеющего его силу.
Игра была переиздана как часть Castlevania Dominus Collection 27 августа 2024 года для Nintendo Switch, PlayStation 5, Windows и Xbox Series X вместе с Castlevania: Portrait of Ruin, Castlevania: Order of Ecclesia и Haunted Castle Revisited.

## Геймплей
Он практически не претерпел изменений со времен «Арии». Те же четыре типа душ (Патроны, используемые разово, Хранители, потребляющие магию постоянно, и Чары, действующие с момента их экипировки. Так же есть дающие специальные возможности «серые» души, Души способностей, не требующие магической силы и экипировки), те же движения. Из нововведений — теперь не только Хаммер, но и Йоко имеет свой магазин, в котором можно утилизировать лишние души, либо с их помощью прокачать своё вооружение, магические печати, выполняемые стилусом, и изменённый и доработанный режим Джулиуса.
Изменилась и техника боя с боссами — теперь, чтобы победить их, нужно не просто бить их всевозможным оружием и магией, а прикончить специальными «магическими печатями». В нужный момент на экране появляется круг с фигурой внутри, который надо прочертить с помощью тач-пада за короткое время. Если это игроку не удаётся, боссу добавляется небольшое количество очков здоровья, и бой продолжается. Чем сильнее босс, тем сложнее фигура в круге. Для успеха игроку в меню предлагается попрактиковаться с печатями.

## Дополнительные режимы игры
Помимо обычного одиночного режима прохождения в игре есть ряд других режимов.
Wireless Mode — мультиплеер-режим, где игроки с помощью беспроводной связи меняются добытыми душами или устраивают дуэль между собой.
Sound Mode — меню, позволяющее прослушать саундтрек игры или издаваемые звуки персонажей и монстров. Открывается после прохождения игры с хорошей концовкой.
Julius Mode — классический режим Castlevania, где протагонистами становятся Джулиус, Йоко и Арикадо в истинном обличии Алукарда. В битвах с боссами печати используются автоматически. Открывается после прохожения игры с любой концовкой, кроме концовки со смертью Дарио.
Boss Rush Mode — режим, где игроку предлагается пройти через всех боссов в игре, за исключением последнего. Печати используются автоматически. Чем быстрее игрок одолеет всех боссов, тем ценнее приз его ждет в конце. Открывается после прохождения игры с хорошей концовкой.
Enemy Set Mode — режим, где игрок может сам создать свой уровень и расставить там монстров по своему усмотрению. Можно расставлять только тех, чьи души добыл игрок по мере прохождения игры. Полное прохождение игры не обязательно.

## Сюжет
В 2035 году в одном из храмов Японии происходит солнечное затмение, свидетелями которого становятся Сома Круз и его подруга, Мина Хакуба. Оказывается, что в затмении был запечатан замок Дракулы, силу которого хочет подчинить себе основатель некой секты Грэхем Джонс. Сома не только побеждает получившего силу Дракулы злодея, но ещё и побеждает так называемый «хаос в собственном сердце», избавляясь от Силы Господства, доставшейся ему от Дракулы.
2036 год. Мина и Сома беседуют о событиях в храме, Мина спрашивает, не проявляла ли себя Сила Господства. Сома отвечает, что все хорошо… но тут на них нападают монстры, призванные странной незнакомкой. Появляется Арикадо, который, не в состоянии пройти через барьер, созданный той же незнакомкой, помогает Соме лишь тем, что бросает ему нож. Сома побеждает монстров, но их души снова предаются власти Сомы, как и год назад. Таинственная женщина, заявив, что желает видеть его гибель, исчезает. Подоспевший Арикадо объясняет Соме, что та незнакомка — лидер культа «With Light», которая встала на место погибшего Грэхема и верит, что если Бог — это абсолютное добро, то ему должно противостоять абсолютное зло в лице Лорда Тьмы, графа Дракулы. Но так как Сома уже не сможет им стать, Селия полагает, что если Сому убьёт другой кандидат в лорды Тьмы, все тёмные силы перейдут к тому кандидату, и воскрешение Лорда Тьмы, наконец, состоится. Арикадо просит Сому остаться в городе для его же безопасности, но тот решает разобраться в ситуации сам и отправляется в заброшенный замок, который является штабом культа.
Прибыв на место назначения, Сома встречает Хэммера, который, по его словам, решает возобновить свой бизнес, но на самом деле, Хэммер давно мечтал встретиться с Йоко Бельнадез, в которую он влюблён. Чуть позже Сома встречает и саму Йоко вместе с Джулиусом Бельмонтом, который после событий в 2035 году стал активно сотрудничать с Церковью. Они оба также просят Сому не вмешиваться в дело, но, осознав, что Сома не собирается уходить, Джулиус прощается с Йоко и проникает в замок. Йоко отдает Соме магическую печать — средство для избавления от особо опасных монстров (боссов), и они идут в обход, так как не могут войти в замок так же, как Джулиус. Хэммер и Йоко остаются в деревне близ замка, а Сома проходит в замок через Лаборатории.
В лабораториях Сома встречает Селию вместе с двумя кандидатами на место Лорда Тьмы — Дарио Босси, умеющим управлять огнём, и Дмитрием Блиновым, умеющим копировать магические способности противника и обращать их против врага. Хотя Сома — их главная цель, Селия отпускает его и прогоняет кандидатов, тем самым объявив так называемую игру: кто первый убьёт Сому, тот и Лорд. Первым Сому встречает Дмитрий, но проигрывает схватку и убивает себя. Душа убитого неожиданно переходит во власть Сомы, но он не чувствует прибавку сил, что кажется ему странным. Позже Сома натыкается на Дарио, но их битву прерывает Селия, объяснив, что им нужен другой план. Она исчезает вместе с Дарио.
Далее Сома порабощает души более сильных монстров, чтобы проникнуть в вершину замка, где ему снова встретится Дарио. Он снова атакует Сому, но тот, используя душу Паранойи — монстра, побеждённого ранее, проникает в зеркало с отражением Дарио и встречается с Агуни — огненным демоном, источником сил Дарио. Победив демона, Сома тем самым лишает сил Дарио, и тот пускается в бегство (если не проникать в зеркало, а убить Дарио, игра на этом закончится; эта концовка считается плохой). После бегства Дарио появляется Селия и говорит Соме идти в центр замка, в Сад Беснования, где они и сведут счеты.
Когда Сома появляется в указанном месте, он обнаруживает Мину, подвешенную на дереве. Когда Сома пытается спасти её, Селия убивает Мину. От возрастающей ненависти и жажды мести, Сома начнёт превращаться в Лорда Тьмы — это и было запасным планом Селии. Если перед этим не экипировать Сому медальоном Хакубы, подаренным Миной через Арикадо, Сома превратится в Лорда и убьет Селию (ещё одна плохая концовка игры). В ином случае, в последний момент врывается Арикадо и спасает Сому. На самом деле, на дереве висит не Мина, а замаскированный под неё Доппельгангер (существо, меняющее облик). Из Сомы вырывается тёмный сгусток энергии, и, на удивление всем, появляется Дмитрий, который не погиб, а лишь скрывался в Соме и скопировал у него Силу Господства. Дмитрий просит Селию помочь ему завладеть самыми сильными демонами в замке, и они оба исчезают. Соме вновь удалось избежать своей судьбы, но он решает во что бы ни стало остановить Дмитрия.
Через шахты под замком Сома и Арикадо проникают в преисподнюю, где встречают Дмитрия, но тот уже успел принести в жертву Селию и обессилить Арикадо. Но полученные Дмитрием силы оказались слишком сильными для него, и он, потеряв контроль, превращается в некое чудовище, являющееся олицетворением всех демонов, некогда поглощённых Дмитрием. Когда Сома побеждает чудовище, освобождённые души начинают возвращаться к нему, но он чувствует их избыток и отвергает их. Вместе с Арикадо Сома спасается из разрушающегося замка.
После всех событий Сома понимает, что Селия отчасти была права — без зла не бывает добра. Он боится, что рано или поздно судьба настигнет его, но Арикадо убеждает его, что всё же ничего не предрешено заранее. Его встречает Мина, живая и невредимая, вместе с Йоко, Джулиусом и Хэммером. Под всеобщую радость они встречают новый рассвет…

## Отзывы
| Сводный рейтинг | Сводный рейтинг |
| Агрегатор       | Оценка          |
| --------------- | --------------- |
| GameRankings    | 90,35 %         |